# Personer i Sverige födda i USA
Till personer i Sverige födda i USA räknas personer som är folkbokförda i Sverige och som har sitt ursprung i USA. Enligt Statistiska centralbyrån fanns det 2017 i Sverige sammanlagt cirka 21 000 personer födda i USA. 2019 bodde det i Sverige sammanlagt 48 736 personer som antingen själva var födda i USA eller hade minst en förälder som var det.

## Historik

### Tidigt 1900-tal
I början av seklet bodde omkring 5 000 personer i Sverige som fötts i USA. Majoriteten av dessa var ursprungligen svenskättade, varigenom deras föräldrar tidigare överflyttat ifrån Sverige till USA. När ett antal av dessa sedan valde att återflytta hade de hunnit avlat fram avkomma, och därigenom förklaras antalet person i Sverige födda i USA i början av seklet. Över tid fortgick sedan återflyttningen av svenskättade men avstannade sedan efter något årtionde. 

### Vietnamkriget
Under Vietnamkriget deserterade över 700-800 amerikanska värnpliktsvägrare till Sverige.

## Historisk utveckling

### Födda i USA
| Personer i Sverige födda i USA 1900–2024 | Personer i Sverige födda i USA 1900–2024 | Personer i Sverige födda i USA 1900–2024 | Personer i Sverige födda i USA 1900–2024 | Personer i Sverige födda i USA 1900–2024 |
| --- | ---------------------------------------- | ---------------------------------------- | ---------------------------------------- | ---------------------------------------- |
| |                                          |                                          |                                          |                                          |
| År |                                          |                                          | Folkmängd                                |                                          |
| 1900 | 1900                                     |                                          | 5 130                                    |                                          |
| 1930 | 1930                                     |                                          | 8 852                                    |                                          |
| 1950 | 1950                                     |                                          | 10 713                                   |                                          |
| 1960 | 1960                                     |                                          | 10 874                                   |                                          |
| 1970 | 1970                                     |                                          | 12 646                                   |                                          |
| 1980 | 1980                                     |                                          | 11 980                                   |                                          |
| 1990 | 1990                                     |                                          | 13 001                                   |                                          |
| 2000 | 2000                                     |                                          | 14 413                                   |                                          |
| 2001 | 2001                                     |                                          | 14 711                                   |                                          |
| 2002 | 2002                                     |                                          | 14 945                                   |                                          |
| 2003 | 2003                                     |                                          | 15 143                                   |                                          |
| 2004 | 2004                                     |                                          | 15 301                                   |                                          |
| 2005 | 2005                                     |                                          | 15 522                                   |                                          |
| 2006 | 2006                                     |                                          | 15 225                                   |                                          |
| 2007 | 2007                                     |                                          | 15 309                                   |                                          |
| 2008 | 2008                                     |                                          | 15 901                                   |                                          |
| 2009 | 2009                                     |                                          | 16 555                                   |                                          |
| 2010 | 2010                                     |                                          | 17 179                                   |                                          |
| 2011 | 2011                                     |                                          | 17 755                                   |                                          |
| 2012 | 2012                                     |                                          | 18 312                                   |                                          |
| 2013 | 2013                                     |                                          | 19 010                                   |                                          |
| 2014 | 2014                                     |                                          | 19 569                                   |                                          |
| 2015 | 2015                                     |                                          | 19 515                                   |                                          |
| 2016 | 2016                                     |                                          | 20 014                                   |                                          |
| 2017 | 2017                                     |                                          | 20 990                                   |                                          |
| 2018 | 2018                                     |                                          | 21 943                                   |                                          |
| 2019 | 2019                                     |                                          | 22 802                                   |                                          |
| 2020 | 2020                                     |                                          | 23 290                                   |                                          |
| 2021 | 2021                                     |                                          | 24 173                                   |                                          |
| 2022 | 2022                                     |                                          | 24 970                                   |                                          |
| 2023 | 2023                                     |                                          | 25 379                                   |                                          |
| 2024 | 2024                                     |                                          | 25 437                                   |                                          |
| Anm.: Befolkning den 31 december respektive år förutom åren 1960 och 1970 som avser förhållandet den 1 november och år 1980 som avser förhållandet den 15 september. |                                          |                                          |                                          |                                          |